# Wereldbevolking

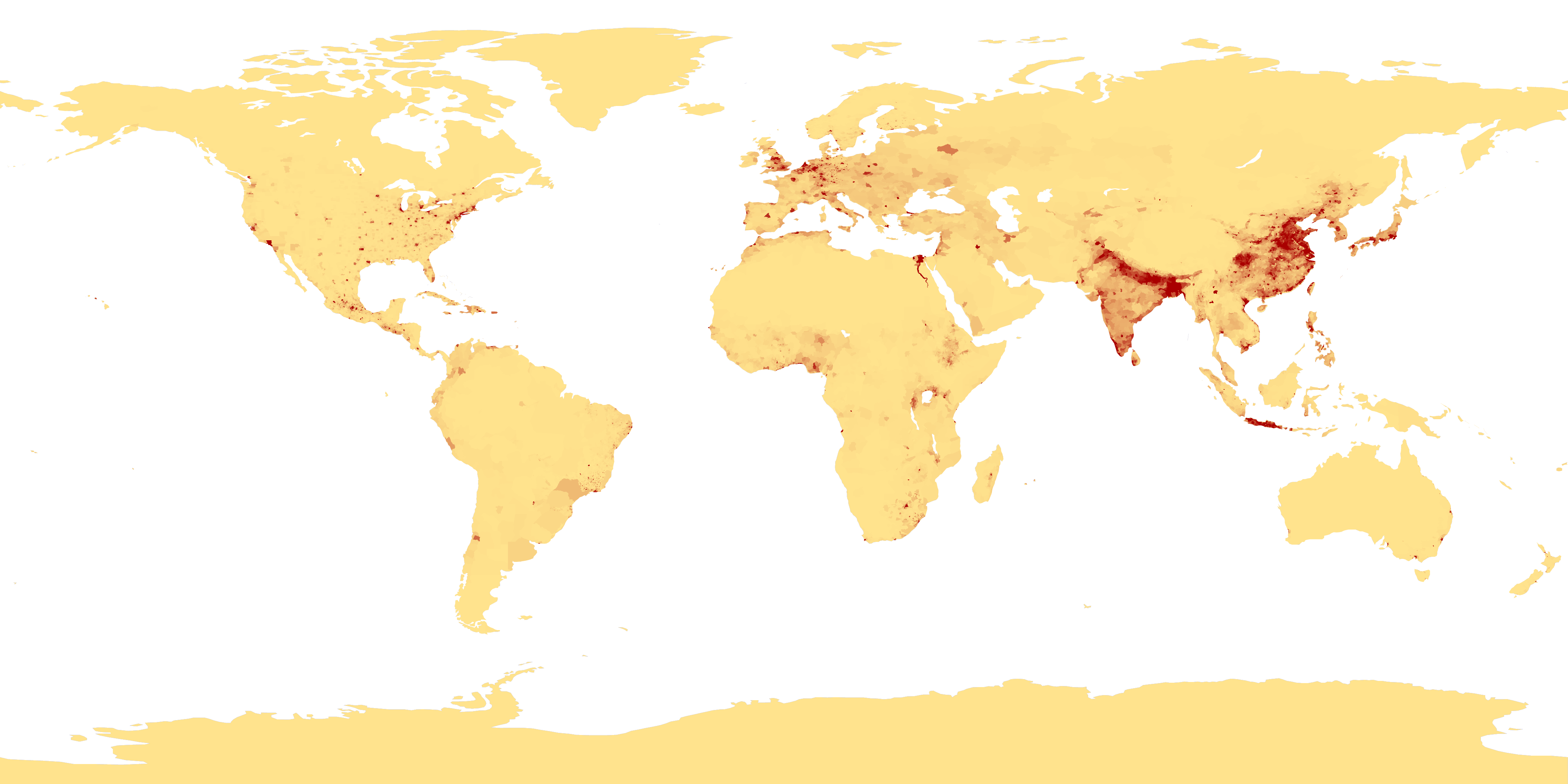
Bevolkingsdichtheid

De wereldbevolking is het totaal aantal levende mensen op aarde. Volgens de VN is dit aantal midden november 2022 de 8 miljard gepasseerd, met een jaarlijkse toename van 83 miljoen, zo'n 1,1%. Elke dag komen er circa 227.000 mensen bij. Daarmee is de groei wat afgenomen ten opzichte van 2007, toen deze rond de 1,24% lag. De piek van de bevolkingsgroei lag tussen 1965 en 1970 toen deze 2,05% was.
Zo'n 60% van de huidige wereldbevolking leeft in Azië, waarbij China met 1,4 miljard (19%) en India met 1,3 miljard (18%) verreweg de grootste bevolking hebben. Afrika is het snelst groeiende continent, met Nigeria als een van de grotere landen met de snelst groeiende bevolking. De verwachting is dat de helft van de bevolkingsgroei vanaf 2017 (7,6 miljard mensen) tot 2050 (circa 9 miljard mensen) afkomstig zal zijn van slechts negen landen, respectievelijk India, Nigeria, Congo-Kinshasa, Pakistan, Ethiopië, Tanzania, de Verenigde Staten, Uganda en Indonesië.
Wereldwijd is er een afname van het vruchtbaarheidscijfer, met uitzondering van Europa. Tussen 2010 en 2015 lag dit in 83 landen onder de 2,1 die nodig is voor een stabiel bevolkingsaantal. Deze denataliteit kan leiden tot bevolkingsdaling en in combinatie met de stijgende levensverwachting ook vergrijzing en ontgroening. Migratie compenseert dit ten dele, maar niet volledig. De netto-migratie naar landen met een hoger inkomen daalde in de periode 2010-15 naar 3,2 miljoen per jaar van een piek in de periode 2005-10 van 4,5 miljoen per jaar.
De historische wereldbevolking is slechts een schatting waarbij de aangenomen aantallen sterk kunnen variëren bij publicaties van  verschillende auteurs. Overeenkomsten zijn veelal het gevolg van het overnemen van aannames van anderen en cirkelredeneringen tussen groei en aantallen.
| No. | Land                | 1955    | 1970    | 1985      | 2000      | 2015      |
| --- | ------------------- | ------- | ------- | --------- | --------- | --------- |
| 1   | China               | 610.834 | 824.788 | 1.070.863 | 1.283.199 | 1.397.029 |
| 2   | India               | 409.269 | 553.579 | 781.667   | 1.053.051 | 1.309.054 |
| 3   | Verenigde Staten    | 171.784 | 209.588 | 240.824   | 281.983   | 319.929   |
| 4   | Indonesië           | 77.328  | 114.835 | 165.012   | 211.540   | 258.162   |
| 5   | Brazilië            | 62.569  | 95.327  | 135.676   | 175.288   | 205.962   |
| 6   | Pakistan            | 40.424  | 58.091  | 92.219    | 138.523   | 189.381   |
| 7   | Nigeria             | 41.086  | 55.981  | 83.613    | 122.352   | 181.182   |
| 8   | Bangladesh          | 42.122  | 65.048  | 93.200    | 131.581   | 161.201   |
| 9   | Rusland             | 111.355 | 130.123 | 142.971   | 146.397   | 143.888   |
| 10  | Japan               | 89.018  | 104.926 | 121.894   | 127.534   | 127.975   |
| 11  | Mexico              | 32.605  | 52.030  | 77.361    | 101.720   | 125.891   |
| 12  | Filipijnen          | 22.179  | 35.805  | 54.324    | 77.992    | 101.716   |
| 13  | Ethiopië            | 19.947  | 28.415  | 40.800    | 66.537    | 99.873    |
| 14  | Egypte              | 23.523  | 35.046  | 50.205    | 69.906    | 93.778    |
| 15  | Vietnam             | 28.148  | 43.407  | 61.049    | 80.286    | 93.572    |
| 16  | Duitsland           | 71.538  | 78.573  | 77.717    | 81.488    | 81.708    |
| 17  | Iran                | 19.294  | 28.514  | 47.343    | 66.132    | 79.360    |
| 18  | Turkije             | 24.271  | 34.876  | 49.134    | 63.240    | 78.271    |
| 19  | Congo-Kinshasa      | 13.518  | 20.010  | 29.883    | 47.076    | 76.197    |
| 20  | Thailand            | 23.711  | 36.885  | 52.041    | 62.958    | 68.658    |
| 21  | Verenigd Koninkrijk | 51.124  | 55.635  | 56.466    | 58.951    | 65.397    |
| 22  | Frankrijk           | 43.528  | 50.844  | 55.397    | 59.608    | 64.457    |
| 23  | Italië              | 48.373  | 53.579  | 57.012    | 57.294    | 59.504    |
| 24  | Zuid-Afrika         | 15.377  | 22.839  | 33.730    | 45.728    | 55.291    |
| 25  | Tanzania            | 8.741   | 13.606  | 21.837    | 34.178    | 53.880    |
| 26  | Myanmar             | 18.868  | 26.381  | 37.222    | 46.095    | 52.404    |
| 27  | Zuid-Korea          | 21.531  | 32.209  | 40.809    | 47.386    | 50.594    |
| 28  | Colombia            | 14.225  | 22.061  | 31.012    | 40.404    | 48.229    |
| 29  | Kenia               | 6.980   | 11.252  | 19.651    | 31.450    | 47.236    |
| 30  | Spanje              | 29.125  | 33.980  | 38.836    | 40.904    | 46.398    |

## Bevolkingsontwikkeling
Onderstaande tabel geeft een overzicht van de groei van de wereldbevolking per werelddeel in de loop der eeuwen. Zoals verderop uiteen wordt gezet, zijn de getallen van vóór 1800 voor Europa slechts een zeer grove benadering; voor de rest van de wereld geldt dat zelfs voor de aantallen van voor 1900.
| Regio                                   | 1750 | 1800 | 1850 | 1900 | 1950 | 1999 | 2050 | 2150 |
| --------------------------------------- | ---- | ---- | ---- | ---- | ---- | ---- | ---- | ---- |
| Wereld                                  | 791  | 978  | 1262 | 1650 | 2521 | 5978 | 8909 | 9746 |
| Azië                                    | 502  | 635  | 809  | 947  | 1402 | 3634 | 5268 | 5561 |
| Afrika                                  | 106  | 107  | 111  | 133  | 221  | 767  | 1766 | 2308 |
| Europa                                  | 163  | 203  | 276  | 408  | 547  | 729  | 628  | 517  |
| Latijns-Amerika en het Caribisch gebied | 16   | 24   | 38   | 74   | 167  | 511  | 809  | 912  |
| Noord-Amerika                           | 2    | 7    | 26   | 82   | 172  | 307  | 392  | 398  |
| Oceanië                                 | 2    | 2    | 2    | 6    | 13   | 30   | 46   | 51   |

| Regio                                   | 1750 | 1800 | 1850 | 1900 | 1950 | 1999 | 2050 | 2150 |
| --------------------------------------- | ---- | ---- | ---- | ---- | ---- | ---- | ---- | ---- |
| Azië                                    | 63,5 | 64,9 | 64,1 | 57,4 | 55,6 | 60,8 | 59,1 | 57,1 |
| Afrika                                  | 13,4 | 10,9 | 8,8  | 8,1  | 8,8  | 12,8 | 19,8 | 23,7 |
| Europa                                  | 20,6 | 20,8 | 21,9 | 24,7 | 21,7 | 12,2 | 7,0  | 5,3  |
| Latijns-Amerika en het Caribisch gebied | 2,0  | 2,5  | 3,0  | 4,5  | 6,6  | 8,5  | 9,1  | 9,4  |
| Noord-Amerika                           | 0,3  | 0,7  | 2,1  | 5,0  | 6,8  | 5,1  | 4,4  | 4,1  |
| Oceanië                                 | 0,3  | 0,2  | 0,2  | 0,4  | 0,5  | 0,5  | 0,5  | 0,5  |

India is het land met de meeste inwoners, nadat het China in 2024 inhaalde.
De bevolkingsdichtheid is het hoogste in Monaco. Daar is de bevolkingsdichtheid 16.398 per km². Mongolië heeft met 1,9 per km² de laagste bevolkingsdichtheid, tenminste als Groenland niet als een onafhankelijke staat wordt beschouwd. Daar is de bevolkingsdichtheid namelijk zelfs minder dan 0,026/km².

### Theorievorming
Twee werken waren bepalend voor een volgens John Caldwell en Thomas Schindlmayr opvallende overeenstemming halverwege de twintigste eeuw over de bevolkinggrootte vanaf 1650 tot 1900. De eerste was uit 1936 van Alexander Carr-Saunders; de tweede uit 1940 van de demograaf Walter Willcox. Hoewel het werk van Carr-Saunders eerder verscheen, was het grotendeels gebaseerd op eerder werk van Willcox. Hij verlaagde alleen de getallen voor Afrika vanwege de invloed van de slavernij en verhoogde die voor China.
Het gezag van deze publicaties werd versterkt door de Bevolkingsdivisie van de Verenigde Naties die de schattingen weergaf in hun Population Bulletin in 1951 en in een publicatie uit 1953. In 1965 bracht John D. Durand, hoofd van de bevolkingsdivisie, op het Wereldbevolkingsconferentie in Belgrado een aanvulling met 'World population estimates, 1750-2000'. In 1973 werd ook dit onderdeel van een publicatie van de bevolkingsdivisie. De schattingen werden door de VN aangevuld met getallen voor de twintigste eeuw, waarbij eerdere lagere schattingen van de Volkenbond vervangen werden door hogere getallen.
In die laatste twee VN-publicaties werd het gegeven dat de getallen van Willcox en die van Carr-Saunders zoveel overeenkomsten vertoonden als bewijs van de betrouwbaarheid gebracht, daarbij de invloed van Willcox op Carr-Saunders negerend. De originele auteurs hadden minder vertrouwen in die getallen. Zo stelde Willcox:
They are not to be viewed with much confidence but only as a first step towards the truth. The proper way to criticize them is to displace them by more accurate figures.
terwijl Carr-Saunders stelde:
[...] any attempt to reconstruct world population history must be a very speculative proceeding.
Ook Durand was terughoudend over de betrouwbaarheid van de getallen, blijkens de enorme marge die hij aanhield bij hoge en lage schattingen en het niet geven van een schatting voor 1750.
Een vroege kritiek op Willcox kwam in 1934 van Robert René Kuczynski. Willcox paste hierop in 1940 de getallen voor China aan, zodat dit land geen vijfvoudige groei meer had tussen 1650 en 1850, maar een drievoudige.
Willcox baseerde zich op zijn beurt weer op oudere bronnen. Voor Amerika, Australië en een groot deel van Europa kwamen vanaf ongeveer 1800 volkstellingen beschikbaar. Voor een groot deel van de rest van de wereld was dit pas in de twintigste eeuw het geval. Oudere schattingen waren onder meer gebaseerd op vermoedens van bevolkingsdichtheid, Bijbelse berekeningen, waarnemingen van reizigers en voor China op gebrekkige tellingen.
Historisch demografen zijn vooral geïnteresseerd in groeigetallen. Absolute aantallen zijn daarbij slechts een middel om die groei vast te kunnen stellen. Willcox, Carr-Saunders en Durand hadden daarom weinig oog voor het verband tussen bevolkingsaantallen en de beschikbare middelen om die aantallen te onderhouden. Daarmee hadden zij een andere benadering dan zij die schattingen deden om toekomstige bevolkingsaantallen te kunnen bepalen en daarmee de levensvatbaarheid.
Schattingen van groei en aantallen zijn veelal cirkelredeneringen, waarbij aantallen gebaseerd zijn op aannames van groei en waarna de aantallen worden gebruikt om aan te tonen dat er een zekere groei is geweest. Zo werd vooral de versnelde groei vanaf de zeventiende eeuw onderbouwd.

#### Zeventiende eeuw
Voor 1650 beschikte Willcox over gegevens van Giovanni Battista Riccioli en Gregory King. Willcox was onder de indruk van de overeenstemming van de schattingen van beiden voor Europa, maar volgens Kuczynski was dit toeval, aangezien hun nationale schattingen ver uiteen lagen. Naast Riccioli en King noemde Willcox ook William Petty, Isaac Vossius en William Nicholls, maar wees deze af als onbelangrijk.
| Bron                 | Europa | Azië | Afrika | Amerika | Oceanië | Wereld |
| -------------------- | ------ | ---- | ------ | ------- | ------- | ------ |
| Riccioli (1661)      | 100    | 500  | 100    | 200     | 100     | 1000   |
| King (1696)          | 100    | 340  | 95     | 65      | 100     | 700    |
| Willcox (1931)       | 100    | 250  | 100    | 13      | 2       | 465    |
| Willcox (1940)       | 100    | 260  | 100    | 8       | 2       | 470    |
| Carr-Saunders (1936) | 100    | 330  | 100    | 13      | 2       | 545    |

Willcox stelde dat hij zich daarna baseerde op Riccioli, omdat die zich volgens hem weer baseerde op de volgens Willcox betrouwbare Giovanni Botero. De aantallen van Willcox lagen echter alleen dicht bij die van Riccioli in het geval van Europa en Afrika.
Dat Willcox en Carr-Saunders voor Afrika de aantallen van Riccioli aanhielden, was opmerkelijk. Net als voor Amerika en Australië waren de bevolkingsaantallen voor Afrika tot in de negentiende eeuw een grote onbekende. Zij varieerden tot ver in de twintigste eeuw nog in geruime mate. Nadat bleek dat de eerste twee continenten aanmerkelijk minder mensen huisvestten, brachten Willcox en Carr-Saunders de aantallen daarvoor sterk terug. Ondanks de onzekerheid over Afrika hielden zij naar de trivialiteitswet van Parkinson vast aan de oude aantallen. Een van de argumenten daarvoor was voor Willcox de overeenstemming tussen Riccioli en King. De schattingen van Dieterici op basis van bevolkingsdichtheid van rond de 200 miljoen wees Willcox af. De sterke bevolkingsgroei in Afrika was volgens hem van recente tijden; vóór die tijd zou de bevolking min of meer constant zijn gebleven. Carr-Saunders verlaagde de getallen enigszins, om rekening te houden met de effecten van de trans-Atlantische en Arabische slavenhandel.
In 1915 had Willcox zelf al gesteld:
[...] as a rule with only minor exceptions, wherever Europe has gone with its outflowing currents of population, its governmental institutions or its influence, there the population, both European and native, has felt the influence as a stimulus and has increased marvelously.
Dit lijkt hij echter alleen toe te passen op Azië, want in hetzelfde werk zag hij de bevolking voor Afrika tussen 1882 en 1914 juist teruglopen van 206 miljoen naar 136 miljoen. Enerzijds zou dit een bijstelling zijn van eerdere slechte schattingen, maar anderzijds zou er een daadwerkelijke daling zijn geweest door hongersnood en strijd als de mahdistische opstand, waarbij zo'n zes miljoen mensen om zouden zijn gekomen. Ook de slavenhandel droeg bij aan de bevolkingsdaling, maar het zou vooral de heksenjacht zijn, waarbij hij Mary Kingsley citeerde.
De slavenhandel zou volgens Caldwell en Schindlmayr geen afname van de bevolking tot gevolg hebben gehad. Er zou zelfs al zo'n 500 jaar sprake zijn geweest van bevolkingsgroei in sub-Sahara-Afrika, deels onder Europese invloed op de landbouw. De Columbiaanse uitwisseling bracht onder meer mais, cassave en de zoete aardappel naar Afrika, waarmee het mogelijk werd om moeilijke bosgebieden te bebouwen waar eerder alleen jager-verzamelaars konden wonen. Zo werd ook daar de neolithische revolutie doorgevoerd. Ook zou het bevolkingsaantal zich al dicht tegen een langzaam stijgend bestaansplafond hebben bevonden, zonder uitzicht op een boserupiaanse doorbraak. Daarmee zou het verlies van als slaven weggevoerde mensen het voor anderen mogelijk hebben gemaakt om te overleven. Verder was, door een combinatie van polygynie, weduwevererving en hertrouwen, alleen het aantal vrouwen van belang voor de bevolkingsgroei en was slechts een derde van de weggevoerde mensen vrouw. Volgens Caldwell en Schindlmayr lag het bevolkingsaantal in Afrika in 1650 dan ook aanmerkelijk lager dan in 1900, waarbij de sterkste groei had plaatsgevonden in de negentiende eeuw. Caldwell kwam eerder in 1985 tot een schatting van 47 miljoen in 1500. Mogelijk lag dit echter nog lager.
| Bron                 | 1650 | 1750 | 1800 | 1850 | 1900 |
| -------------------- | ---- | ---- | ---- | ---- | ---- |
| Willcox (1931)       | 100  | 100  | 100  | 100  | 141  |
| Carr-Saunders (1936) | 100  | 95   | 90   | 95   | 120  |
| Willcox (1940)       | 100  | 100  | 100  | 100  | 141  |
| Durand (1967)        |      | 106  | 107  | 111  | 133  |

Voor China baseerde Willcox zich op de Atlas van Martino Martini en kwam daar op 70 miljoen, een getal dat ook Botero noemde in Relazioni Universali. Botero stelde dat dit getal direct afkomstig was van de Chinezen zelf, maar het zou een zeer hoge groei betekenen, waarop Willcox het in 1940 aanpaste naar 113 miljoen en stelde Perhaps all Chinese reports should be rejected. Zo raakten zijn Chinese getallen gebaseerd op schattingen van groeitempo en niet meer op contemporaine teksten. Dit gold ook voor Japan, waar Willcox gemiddeldes nam voor 1750 en 23 miljoen voor 1650 berekende, uitgaande van het hoge groeitempo dat Garrett Droppers aannam voor die periode. Voor India baseerde Willcox zich op William Harrison Moreland die in 1920 uitging van 100 miljoen voor 1605, wat Willcox te hoog vond voor dat jaar, maar aannemelijk voor 1650.
Ervan uitgaande dat deze drie landen driekwart van de bevolking van Azië bevatten, kwam Carr-Saunders - met een aantal aanpassingen op Willcox - op zijn aantal voor het gehele continent.

#### Achttiende eeuw
Voor de achttiende eeuw was Johann Peter Süßmilch van groot belang voor Willcox, met daarnaast Nicolaas Struyck. Süßmilch publiceerde in 1741 Die Göttliche Ordnung, waarin hij demografische patronen aanvoerde als godsbewijs. Hij gebruikte de aantallen van Riccioli, Petty, Vossius, Nicholls en Struyck en vulde deze aan met eigen schattingen. Zo kwam hij op 1080 miljoen inwoners in zijn tijd – bijna 50% meer dan de huidige consensus – waarvan 650 miljoen in Azië, 150 miljoen in Afrika en Amerika en 130 miljoen in Europa.

#### Negentiende eeuw
Carl Friedrich Dieterici schatte de wereldbevolking in 1859 op 1300 miljoen. Dieterici was directeur van het Königlich Preußisches Statistisches Bureau ; zijn werk vormde de basis voor Ernst Behm, Hermann Wagner en Alexander Supan.
Supan verfijnde zijn schattingen tussen 1866 en 1870 in het Geographisches Jahrbuch. Tussen 1872 en 1882 werden zeven nieuwe schattingen gedaan in supplementen 'Die Bevölkerung der Erde' in Petermanns Geographische Mitteilungen, het belangrijkste vakblad voor de geografie. Die van Wagner uit 1874 beschouwde Willcox als een goed startpunt.

#### Recentere schattingen
De tweede helft van de twintigste eeuw zag een hernieuwde reeks van publicaties met in 1962 Carlo M. Cipolla. Naast schattingen tot 1650 die niet veel afweken van Willcox volgden een aantal schattingen die verder teruggingen in de tijd, beginnend met Colin Clark in 1967. In 1960 had Edward Deevey zelfs een schatting gemaakt van een miljoen jaar geleden, waarvan hij dacht dat er 125.000 mensen waren. Die getallen waren echter speculatief en Deevey zei er later over:
My own treatment of this, published some years ago in Scientific American (Deevey, 1960) was not very professional
Een van de problemen daarbij was dat Deevey uitging van een toenemende groei, waarvan hij later aangaf:
If one is prepared to assume that over long times and wide areas during the Pleistocene human populations were in some sort of equilibrium, and Dr. Birdsell makes this point seem defensible [...]
Naast Deevey is Ansley Coale een van de meest geciteerde auteurs. Coale accepteerde de gegevens van Deevey grotendeels en stelde dat de jaarlijkse groei daarmee de eerste miljoen jaar op 0,0015% lag en op 0,036% vanaf de neolithische revolutie tot het begin van de jaartelling.
Sindsdien is er consensus dat de groei ten tijde van de jager-verzamelaars beperkt was.
In 1977 ging ook Durand overstag en kwam met schattingen van vóór 1750, zich daarbij vooral op het werk van anderen baserend. Zijn aantallen lagen vooral door een hogere inschatting voor India aan de hoge kant. Colin McEvedy en Richard Jones gingen in 1978 tot 10.000 v.Chr. terug. Daarbij volgden ze grotendeels Clark, alleen bij 1 n.Chr. zaten zij zo'n 25% lager, omdat dit beter aan zou sluiten bij de verwachte groeigetallen en omdat zij vooral voor India een lagere schatting hadden.
Jean-Noël Biraben baseerde zich in 1979 vooral op Durand, maar was meer geïnteresseerd in plotselinge groeispurten dan in absolute aantallen.
Angus Maddison baseerde zich in 2001 vooral op McEvedy en Jones, afgezien van de lage schatting voor 1 n.Chr. en voor ná 1500, waar hij recentere gegevens gebruikte.
| Bron                    | 0   | 1000 | 1500 |
| ----------------------- | --- | ---- | ---- |
| Clark (1967)            | 226 | 280  | 428  |
| Durand (1977)           | 297 | 310  | 484  |
| McEvedy en Jones (1978) | 169 | 265  | 424  |
| Biraben (1979)          | 252 | 253  | 461  |
| Maddison (2001)         | 231 | 268  | 438  |

Opvallend bij Durand, McEvedy en Jones en Maddison is dat hun schattingen voor Afrika in 1500 rond de 50 miljoen liggen en daarmee aanmerkelijk lager dan de tot dan heersende consensus. Biraben zag in tegenstelling tot de anderen wel een dip als gevolg van de slavenhandel.
| Bron                    | 10.000 v.Chr. | 8000 v.Chr. | 6500 v.Chr. | 5000 v.Chr. | 4000 v.Chr. | 3000 v.Chr. | 2000 v.Chr. | 1000 v.Chr. | 500 v.Chr. | 400 v.Chr. | 200 v.Chr. | 1      | 200 | 400 | 500 | 600 | 700 | 800 | 900 | 1000    | 1100 | 1200 | 1250 | 1300 | 1340 | 1400 | 1500    | 1600    | 1650 | 1700   | 1750 | 1800 | 1820     | 1850 | 1870     | 1900 | 1910    | 1920 | 1930 | 1940 | 1950     | 1960 | 1965 | 1970 | 1975     |
| ----------------------- | ------------- | ----------- | ----------- | ----------- | ----------- | ----------- | ----------- | ----------- | ---------- | ---------- | ---------- | ------ | --- | --- | --- | --- | --- | --- | --- | ------- | ---- | ---- | ---- | ---- | ---- | ---- | ------- | ------- | ---- | ------ | ---- | ---- | -------- | ---- | -------- | ---- | ------- | ---- | ---- | ---- | -------- | ---- | ---- | ---- | -------- |
| Clark (1967)            |               |             |             |             |             |             |             |             |            |            |            | 225,5  |     |     |     |     |     |     |     | 280,2   |      |      | 384  |      |      |      | 427,8   |         |      | 640,8  | 731  |      |          |      |          | 1668 |         |      |      |      |          |      |      |      |          |
| VN (1973) laag          |               |             | 5           |             |             |             |             |             |            |            |            | 200    |     |     |     |     |     |     |     |         |      |      |      |      |      |      |         |         | 470  |        | 629  | 813  |          | 1128 |          | 1550 |         |      |      |      | 2486     | 2982 | 3289 |      |          |
| VN (1973) hoog          |               |             | 10          |             |             |             |             |             |            |            |            | 400    |     |     |     |     |     |     |     |         |      |      |      |      |      |      |         |         | 545  |        | 961  | 1125 |          | 1402 |          | 1762 |         |      |      |      |          |      |      |      |          |
| Thomlinson (1975) laag  | 1             |             |             | 5           |             |             |             |             |            |            |            | 200    |     |     |     |     |     |     |     |         |      |      |      | 400  |      |      |         |         | 500  | 600    | 700  | 900  |          | 1200 |          | 1600 |         |      |      |      | 2400     |      |      |      |          |
| Thomlinson (1975) hoog  | 10            |             |             | 20          |             |             |             |             |            |            |            |        |     |     |     |     |     |     |     |         |      |      |      |      |      |      |         |         |      |        |      |      |          |      |          |      |         |      |      |      |          |      |      |      |          |
| Durand (1977) laag      |               |             |             |             |             |             |             |             |            |            |            | 270    |     |     |     |     |     |     |     | 275     |      |      |      |      |      |      | 440     |         |      |        | 735  |      |          |      |          | 1605 |         |      |      |      |          |      |      |      | 3950     |
| Durand (1977) hoog      |               |             |             |             |             |             |             |             |            |            |            | 330    |     |     |     |     |     |     |     | 345     |      |      |      |      |      |      | 540     |         |      |        | 805  |      |          |      |          | 1710 |         |      |      |      |          |      |      |      | 4050     |
| McEvedy en Jones (1978) | 4             |             |             | 5           | 7           | 14          | 27          | 50          | 100        |            |            | 168,7  |     |     | 190 | 200 | 210 | 220 | 240 | 264,5   | 320  | 360  |      | 360  |      | 350  | 423,6   | 545     |      | 610    |      | 900  |          |      |          | 1625 |         |      |      |      |          |      |      |      |          |
| Biraben (1979)          |               |             |             |             |             |             |             |             |            | 153        | 225        | 252    | 257 | 206 | 207 | 208 | 206 | 224 | 222 | 253     | 299  | 400  | 417  | 431  | 442  | 375  | 461     | 578     |      | 680    | 771  | 954  |          | 1241 |          | 1634 |         |      |      |      | 2530     |      |      | 3637 |          |
| Haub (1995)             |               | 5           |             |             |             |             |             |             |            |            |            | 300    |     |     |     |     |     |     |     |         |      | 450  |      |      |      |      |         |         | 500  |        | 795  |      |          | 1265 |          | 1656 |         |      |      |      | 2516     |      |      |      |          |
| VN (1999)               |               |             |             |             |             |             |             |             |            |            |            | 300    |     |     |     |     |     |     |     | 310     |      |      | 400  |      |      |      | 500     |         |      |        | 790  | 980  |          | 1260 |          | 1650 | 1750    | 1860 | 2070 | 2300 | 2520     | 3020 |      | 3700 |          |
| Maddison (2001)         |               |             |             |             |             |             |             |             |            |            |            | 230,82 |     |     |     |     |     |     |     | 268,273 |      |      |      |      |      |      | 437,818 | 555,828 |      | 603,41 |      |      | 1041,092 |      | 1270,014 |      | 1791,02 |      |      |      | 2524,531 |      |      |      | 3913,482 |

## Bevolkingsgroei

Grafiek op basis van gegevens van de Verenigde Naties (2010)

Rond 1800 woonden er één miljard mensen op de wereld. In 1927 waren dat er twee miljard. Eind jaren 1950 groeide de wereldbevolking tot drie miljard personen. Op 11 juli 1987 werd het Kroatische jongetje Matej Gaspar symbolisch uitgeroepen tot vijf miljardste wereldburger.
Op 19 juli 1999 werd volgens de Verenigde Naties de zes miljardste mens geboren. Een jongen uit Sarajevo kreeg de eer. Dit was uiteraard een symbolische keuze, omdat niet was na te gaan wie daadwerkelijk de zes miljardste wereldburger werd. De VN koos voor Sarajevo om te tonen dat de regio zich herstelde. Op 31 oktober 2011, iets meer dan twaalf jaar later, werd de zeven miljardste mens geboren.
De VN hanteert een scenario met betrekking tot bevolkingsgroei. In dat scenario, de constant-fertility variant, wordt uitgegaan van een voortzetting van het huidige, hoge, geboortegetal. In dat scenario zal de wereldbevolking in 2050 de 12 miljard benaderen. De VN gaat echter uit van een toename tot 9 miljard mensen.
De belangrijkste conclusie van het nieuwe VN-rapport is dan ook dat het sterftegetal, wereldwijd, lager uitvalt. Dat heeft niet alleen effect op de totale omvang van de wereldbevolking, maar ook op de leeftijdssamenstelling. De helft van de bevolkingsgroei tussen 2005 en 2050 wordt gevormd door de leeftijdsgroep van 60 jaar en ouder. Vergrijzing is een reëel begrip in de gehele westerse wereld. Het aantal 60-plussers verdubbelt er van 245 miljoen in 2005 tot 406 miljoen in 2050, terwijl de leeftijdscategorie onder 60 jaar in de westerse wereld juist zal afnemen, van 971 miljoen in 2005 tot 839 miljoen in 2050. Sterker nog, de gehele bevolking van de westerse wereld zou in dezelfde periode dalen, als het immigratiegetal niet zo hoog zou zijn.
De wereldbevolking is tussen 1950 en 2000 met iets meer dan 143 procent toegenomen; van 2,515 naar ca. 6,121 miljard mensen in totaal. Deze groei was per bevolkingsgebied als volgt verdeeld:
| Jaar | Afrika | Lat. Amerika | Noord-Amerika | Verre Oosten1 | Zuid-Azië2 | Europa | Oceanië | USSR3 |
| ---- | ------ | ------------ | ------------- | ------------- | ---------- | ------ | ------- | ----- |
| 1950 | 224    | 165          | 166           | 671           | 704        | 392    | 13      | 180   |
| 1960 | 280    | 217          | 199           | 791           | 877        | 425    | 16      | 214   |
| 1970 | 361    | 283          | 227           | 986           | 1116       | 459    | 19      | 242   |
| 1980 | 479    | 361          | 252           | 1176          | 1408       | 485    | 23      | 265   |
| 1985 | 555    | 405          | 264           | 1250          | 1568       | 492    | 25      | 279   |
| 1990 | 645    | 451          | 275           | 1324          | 1734       | 499    | 26      | 292   |
| 2000 | 872    | 546          | 297           | 1475          | 2074       | 512    | 30      | 315   |

1China, Japan, Korea

2India, Pakistan, Bangladesh, Zuidoost-Azië

3Tegenwoordig GOS (minus Baltische landen)

### Prognoses
De prognose van de VN is dat de wereldbevolking in 2050 zo'n 9,7 miljard mensen groot kan zijn en dat het hoogtepunt in de jaren 2080 kan worden bereikt op 10,4 miljard. De prognose werd in 2024 bijgesteld: “De wereldbevolking zal de komende 60 jaar naar verwachting met nog eens twee miljard groeien, met een piek van ongeveer 10,3 miljard mensen halverwege de jaren tachtig.”
Een projectie van het Earth4AllCollective in opdracht van de Club van Rome schatte dat de wereldbevolking bij ongewijzigd beleid zou pieken in 2046 onder de 9 miljard. Als sterker wordt geïnvesteerd in onderwijs, sociale diensten en gelijkheid, zou de piek al in 2040 kunnen vallen op 8,5 miljard mensen.

## Taal
Engels is de belangrijkste taal in het internationale diplomatieke en handelsverkeer, alsmede in de wetenschap en de meeste andere domeinen waar ze gebruikt wordt als lingua franca.
Naast het Engels zijn het Mandarijn, het Frans, het Russisch, het Spaans en het Arabisch de officiële talen van de Verenigde Naties en haar organen.
Hindi en Urdu (die samengaan onder de overkoepelende term Hindoestani) en het Bengaals zijn qua aantallen twee van de grootste talen ter wereld. Het gebruik van deze talen beperkt zich echter voornamelijk tot het Indisch Subcontinent, net zoals het Japans zich tot Japan beperkt, en daarom worden zij over het algemeen niet als wereldwijde lingua franca aangemerkt.
De meest gesproken talen ter wereld waren in 2009:
| Taal                      | Sprekers in miljoenen (moedertaal) | Sprekers in miljoenen (tweede taal) | Aantal landen waar een taal gesproken wordt (Inclusief immigranten) |
| ------------------------- | ---------------------------------- | ----------------------------------- | ------------------------------------------------------------------- |
| Chinees waarvan Mandarijn | 1213 845                           | 178                                 | 31 20                                                               |
| Spaans                    | 329                                | 60                                  | 44                                                                  |
| Engels                    | 328                                | geen gegevens                       | 112                                                                 |
| Hindoestani (Hindi/Urdu)  | 242                                | 224                                 | 23                                                                  |
| Arabisch                  | 221                                | 246                                 | 57                                                                  |
| Bengaals                  | 181                                | 140                                 | 10                                                                  |
| Portugees                 | 178                                | 15                                  | 37                                                                  |
| Russisch                  | 144                                | 110                                 | 33                                                                  |
| Japans                    | 122                                | 1                                   | 25                                                                  |
| Duits                     | 90                                 | 28                                  | 43                                                                  |
| Frans                     | 68                                 | 50                                  | 60                                                                  |

## Religie
De zes bekendste wereldreligies zijn het christendom, de islam, het hindoeïsme, het boeddhisme, het taoïsme en het jodendom.
Een lijst van aantallen mensen die aanhangers zijn van een bepaalde religie.
| Religie         | Richting                          | Aantal aanhangers |
| --------------- | --------------------------------- | ----------------- |
| Christendom     |                                   | 2100 miljoen      |
|                 | Rooms-katholiek                   | 1100 miljoen      |
|                 | Protestant                        | 350 miljoen       |
|                 | Oosters-orthodox                  | 240 miljoen       |
|                 | Anglicanisme                      | 84 miljoen        |
|                 | Overige christelijke groeperingen | 350 miljoen       |
| Islam           |                                   | 1570 miljoen      |
|                 | Soennisme                         | 1150 miljoen      |
|                 | Shi'isme                          | 330 miljoen       |
| Hindoeïsme      |                                   | 900 miljoen       |
| Niet-religieus  |                                   | 850 miljoen       |
| Boeddhisme      |                                   | 415 miljoen       |
|                 | Mahayana1                         | 185 miljoen       |
|                 | Theravada1                        | 124 miljoen       |
| Sikhisme        |                                   | 23 miljoen        |
| Spiritisme      |                                   | 15 miljoen        |
| Jodendom        |                                   | 14 miljoen        |
| Bahá'í          |                                   | 7 miljoen         |
| Jaïnisme        |                                   | 4,2 miljoen       |
| Zoroastrianisme |                                   | 2,6 miljoen       |

1) Niet iedere boeddhist rekent zich specifiek tot een van deze stromingen